# Wilke Steding
Wilke Steding (* um 1500; † 1570 auf Gut Stedingsmühlen bei Molbergen) war ein Söldner in Diensten des Bistums Münster sowie Drost des Bistums in Cloppenburg und Vechta.

## Leben
Steding entstammte dem alten westfälischen Adelsgeschlecht Steding im Oldenburger Münsterland, genauer im Raum Cloppenburg. Sein Vater war Johann Steding, seine Mutter vermutlich eine geborene von Smerten (Schmertheim). 1533 wird Steding erstmals urkundlich erwähnt, als er als Feldhauptmann und Landsknechtführer im Dienst des Bischofs von Münster, Franz von Waldeck, stand. In dieser Position, die militärische Erfahrungen und einen entsprechenden beruflichen Werdegang voraussetzte, war Steding während der Belagerung des von Wiedertäufern beherrschten Münster 1534/35 als Anführer der bischöflichen Landsknechte eingesetzt. Auch an der Eroberung der Stadt  am 24. und 25. Juni 1535 hatte er führenden Anteil.
Anscheinend als Landsknechtsführer zu Vermögen gekommen, unterstützte er 1534 Franz von Waldeck mit 1100 Goldgulden und bekam dafür die laufenden Einnahmen von Burg und Amt Wildeshausen zugesichert. 1536 wurde er außerdem als Drost des Bistums Münster in Delmenhorst eingesetzt. Die Stadt war mit ihrer Burg zu dieser Zeit durch die Besitzansprüche der Grafen von Oldenburg stark gefährdet.
Als Vorbereitung auf die Verteidigung und auf bischöflichen Befehl ließ Steding 1536 das nur noch mit wenigen Mönchen besetzte, im Grenzraum des delmenhorstisch-münsterschen Herrschaftsgebietes liegende Kloster Hude abbrechen. Im Mai 1538 überfiel dann Graf Christoph von Oldenburg die Stadt, konnte aber die Burg nicht erobern, die von Steding verteidigt wurde. Erst als Graf Anton I. von Oldenburg 1547 Stadt und Burg angriff, konnte Steding nicht mehr standhalten.
Steding war aber bereits 1537 auch Drost in Cloppenburg geworden und war von 1541 bis 1543 und von 1546 bis 1549 überdies Drost in Vechta. Bereits 1540 hatte er Burg und Amt Wildeshausen an einen anderen Amtsinhaber abgegeben. 1549 gab er schließlich auch seine Positionen in Cloppenburg und Vechta auf und zog sich auf sein Gut Stedingsmühlen zurück.

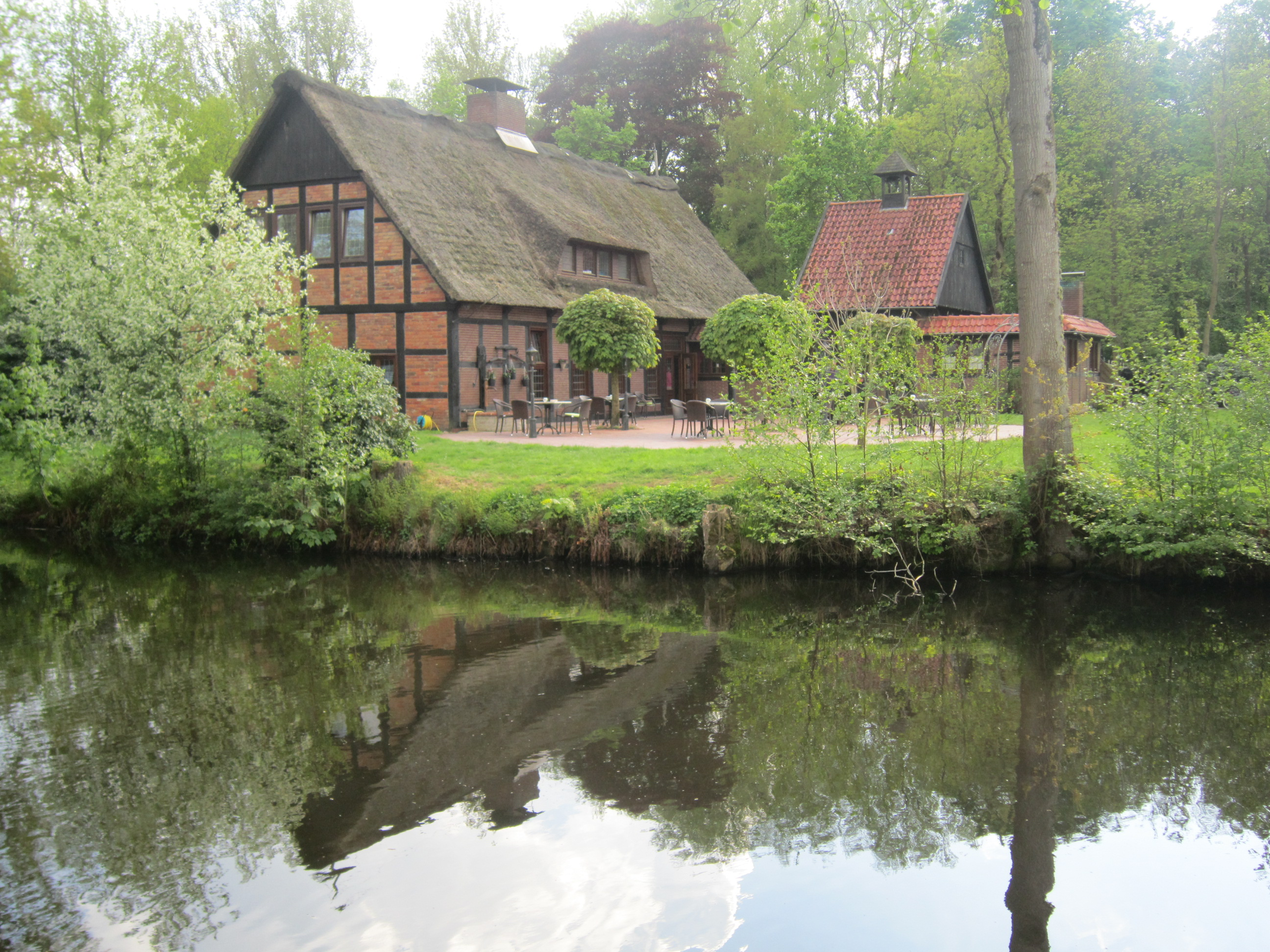
Gut Stedingsmühlen heute

## Familie
Steding war in erster Ehe verheiratet mit einer Anna. Nach einer Quelle war dies Anna von Oeynhausen zu Eichholz, nach anderen Anna Von Weddesche
Aus dieser Verbindung stammte sein Erbe, der Sohn Heinrich Steding (* 1520; † 1602). Aus seiner zweiten Ehe mit der bürgerlichen Anna Wittrock entstand ein bürgerlicher Zweig, dem mehrere Geistliche und Ministeriale entstammen.